# Theodor Meyer
Theodor Meyer (1 de julio de 1882 – 8 de marzo de 1972 en Bad Bevensen, Alemania) fue un matemático, estudiante de Ludwig Prandtl y un fundador de la disciplina científica ahora conocida como flujo compresible o dinámica de gases.

## Biografía
De joven, Meyer estudió matemática y física. Tuvo el privilegio de aprender de varias de las grandes mentes en estos campos, incluyendo David Hilbert, Carl Runge, Hermann Minkowski, y Ludwig Prandtl.  Él y Prandtl formaron un gran equipo, ya que el enfoque intuitivo y experimental de Prandtl para la mecánica de fluidos se ha vuelto legendario y Meyer complemento las fortalezas de su asesor con un formidable talento matemático.
Durante la primera década del siglo XX, Meyer trabajó bajo la guía de Prandtl en la Universidad Georg-August de  Göttingen, Alemania, en la teoría de los flujos de gas supersónico y luego en un nuevo campo de estudio que ahora llamamos flujo compresible o dinámica de gases.  En particular, Meyer desarrolló la teoría de cómo los gases que viajan a una velocidad supersónica disminuyen abruptamente a través de las ondas de choque oblicuas, y cómo se aceleran suavemente a través de lo que ahora llamamos un ventilador de expansión Prandtl-Meyer.  Prandtl primero mostró las imágenes de tales flujos capturados con una fotografía de Schlieren, luego la teoría subyacente apareció en la disertación doctoral de Meyer, de ahí la terminología actual para la función Prandtl-Meyer y el ventilador de expansión Prandtl-Meyer.
A pesar de que los nombres de Prandtl y Meyer ahora están universalmente conectados con ventiladores de expansión u ondas de compresión en flujos de gas de alta velocidad, su rol principal en el descubrimiento de ondas de choque oblicuo ha sido olvidado. Los libros de texto actuales sobre el flujo compresible y la dinámica de gases simplemente presentan la teoría del choque oblicuo sin atribución. El último libro de texto para reconocer adecuadamente a Prandtl y Meyer por la teoría del choque oblicuo, aparentemente fue escrito en 1947. No obstante, la disertación doctoral de Theodor Meyer en 1908 es posiblemente una de las más influyentes en todo el campo de la mecánica de fluidos.
Hasta hace poco, no se sabía nada sobre la vida de Theodor Meyer después de terminar su tesis doctoral de investigación en 1908.  Ahora sabemos que  se desempeñó como oficial subalterno en la infantería alemana durante la Primera Guerra Mundial. Trato con Fritz Haber, más tarde ganador del Premio Nobel y ahora conocido como el "padre de la guerra química", cuando fue herido en una guerra de trincheras en el infame Frente Occidental. 
Después de la guerra, Meyer buscó más empleo en física teórica pero no pudo encontrarlo en la época de depresión posguerra de Alemania.  Ludwig Prandtl no fue económicamente capaz de contratarle, sin embargo, Meyer diseñó la tobera de Laval para un túnel de viento supersónico que Prandtl quería construir.  Prandtl buscó fondos del ejército alemán para construir esta instalación de pruebas aerodinámicas avanzadas, pero no tuvo éxito.
Meyer posteriormente trabajó como ingeniero y como profesor de matemática y física en la escuela secundaria. En el momento de su muerte, en 1972, es decir, a los 90 años de edad, ni siquiera su familia o sus vecinos en Bad Bevensen, Alemania conocían el papel formativo que había desempeñado con Ludwig Prandtl, en la disciplina científica conocida como flujo compresible o dinámica de gases.